# Nitroglycerin Aktiebolaget

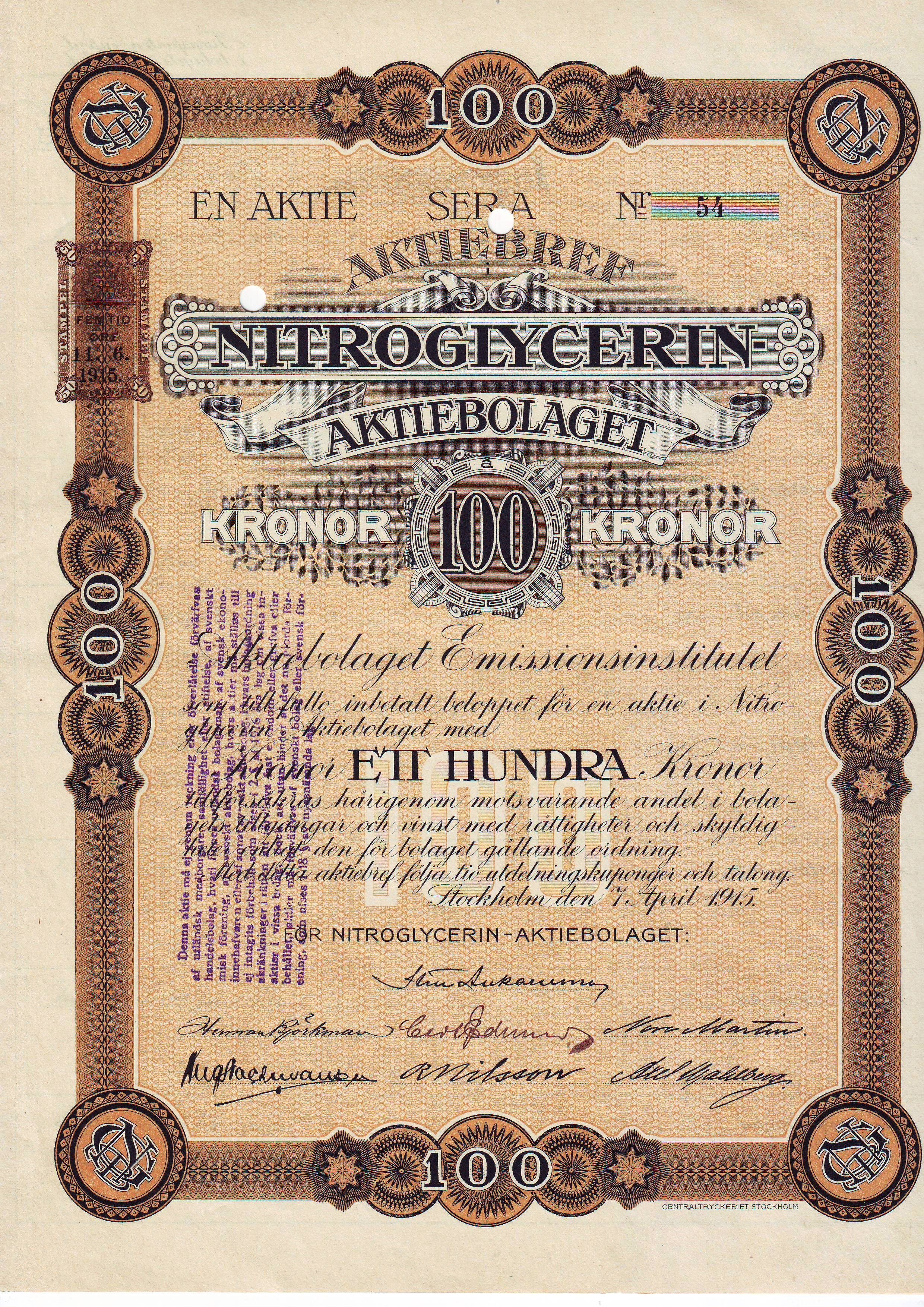
Aktiebrev för Nitroglycerin AB från 7 april 1915

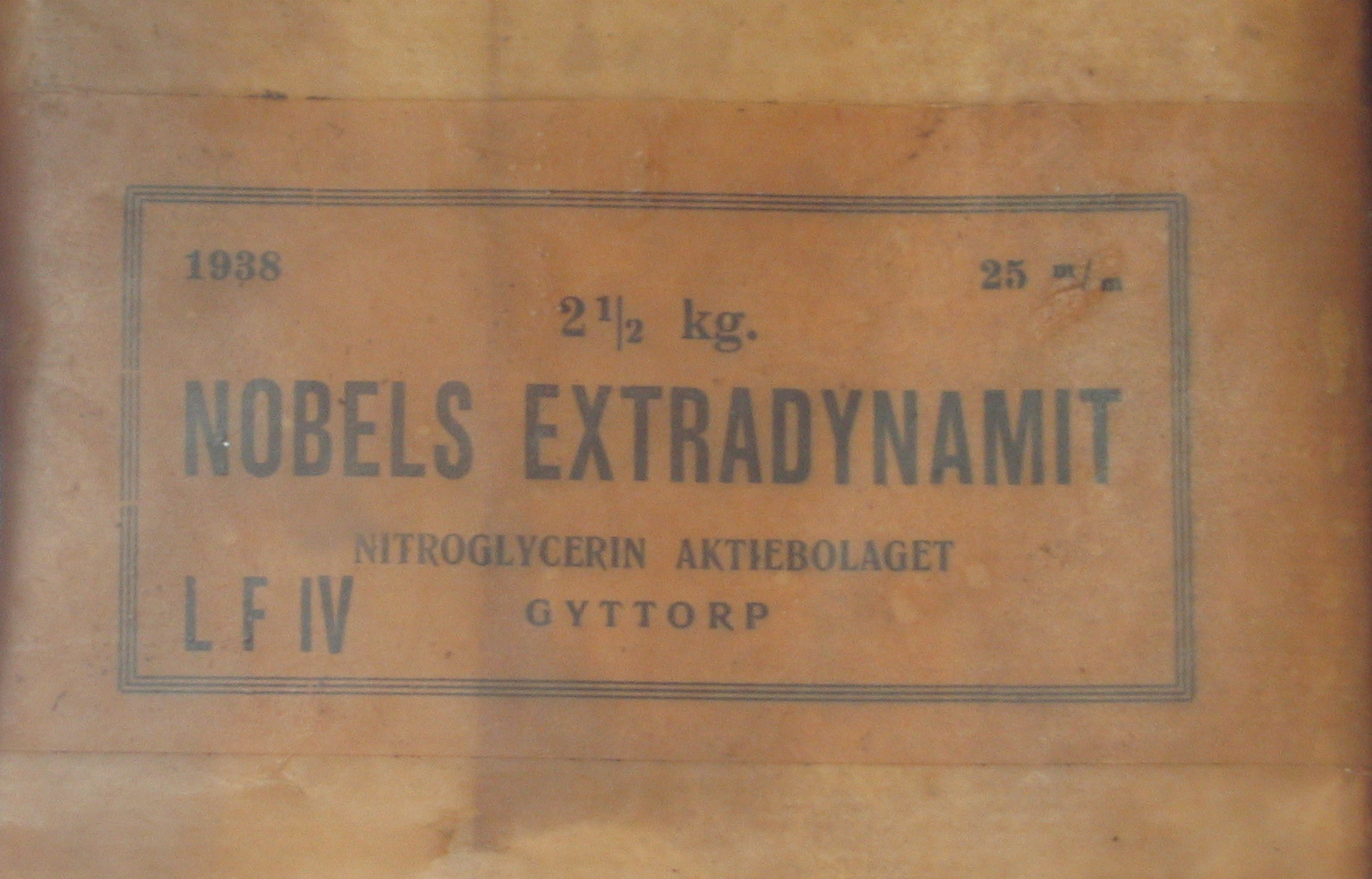
Extradynamit från Nitroglycerin Aktiebolaget

Nitroglycerin Aktiebolaget (även Nitroglycerin AB), 1965 namnändrat till Nitro Nobel AB, var en svensk kemiindustri och  tillverkare av nitroglycerin samt andra explosivämnen och som grundades 1864 av Alfred Nobel. Nitroglycerin AB var både Nobels första företag och världens första tillverkare av nitroglycerin i kommersiella kvantiteter. Företagets tidigare verksamhet ingår numera i Orica Sweden AB.

## Bakgrund och bildande
Vid tiden för företagets bildande hade Alfred Nobel experimenterat i några år med det lovande men svårhanterliga nitroglycerinet, dels i S:t Petersburg och dels i familjens eget laboratorium i Heleneborg i utkanten av Stockholm. Vid Heleneborg hade brodern Emil Nobel och fem andra personer 3 september 1864 omkommit i en sprängolycka, som ledde till att all framställning av nitroglycerin förbjöds inom Stockholms stadsgräns.
Trots olyckan var Nobel övertygad om att han var på väg att hitta en säker lösning för att hantera "sprängoljan", som var nitroglycerinets varunamn. Han tog kontakt med Johan Wilhelm Smitt för att få kapital för att bilda ett företag, och resultatet blev Nitroglycerin Aktiebolaget, som bildades 28 november 1864. Aktieägare var Alfred Nobel, hans far Immanuel Nobel d.y., Smitt och Carl Wennerström.

## 1865-1896
Företagets första problem var att hitta en lämplig plats för tillverkningen, eftersom Stockholm hade förbjudit nitroglycerintillverkning. Efter att ha börjat med tillverkning på en pråm i Mälaren, fick man 1865 tillstånd att bygga en fabrik vid Vinterviken. Flera sprängolyckor vid fabriken under 1866 i samband med lagring och transport av nitroglycerin fick Nobel att börja experimentera med att blanda nitroglycerinet med ett absorberande material för att få en mer lätthanterlig produkt. Efter att flera olika alternativ hade provats visade sig kiselgur vara lämpligt för ändamålet, och dynamiten blev resultatet, som Nobel fick svenskt patent på 1867.
Under den första tiden skötte Alfred Nobel själv flera olika sysslor vid företaget, och fungerade både som dess direktör, chefsingenjör, bokhållare och försäljare. 1867 engagerades dock hans bror Robert Nobel som verkställande direktör, och strax därefter blev Nobels barndomsvän Alarik Liedbeck verkmästare.
Flera sprängolyckor inträffade vid fabriken även efter dynamiten uppfanns och trots säkerhetsåtgärder, i flera fall med dödsoffer bland personalen som följd. De förstörda anläggningarna byggdes upp efter olyckorna, och normalt ökades kapaciteten efter varje återuppbyggnad i takt med ökad efterfrågan på produkterna. Den största olyckan i företagets historia inträffade 11 juni 1868, då 14 personer omkom. En annan svår olycka inträffade 26 maj 1874, då tolv personer omkom. Vid detta tillfälle lyckades man dock minska omfattningen genom att forsla undan nitroglycerin från en brinnande byggnad.
Vidare produktutveckling ledde till spränggelatin 1876 och senare "Extra-Dynamit". 1887 och 1888 togs patent ut på röksvagt krut lämpligt för militära ändamål. Krutet kallades Ballistit eller "Nobelkrut", var ett dubbelbaskrut baserat på nitrocellulosa och nitroglycerin, och framställdes från 1890 i en särskild fabriksbyggnad uppförd 1889 vid Vinterviken.

## 1897-1985
Efter Nobels död avyttrade dödsboet de olika Nobel-ägda företagen till olika köpare, och de medel man fick in blev kapitalet till Nobelstiftelsen och Nobelprisen. Detta ledde till vissa omstruktureringar av verksamheten och tillverkningen av Ballistit flyttades 1898 från Vinterviken till Karlskoga och det då bildade AB Bofors Nobelkrut inom AB Bofors-Gullspång, som hade fått andra ägare än Nitroglycerin AB.
År 1915 köpte Nitroglycerin AB sin konkurrent Gyttorps Sprängämnes AB, som hade inlett nitroglycerintillverkning i Gyttorp 1886. Redan från 1902 hade de två företagen samarbetat kring prissättning.
I takt med att bebyggelsen kommit allt närmare fabriken i Vinterviken framstod det som allt svårare att få fortsatt acceptans för sprängämnestillverkning på platsen, och produktionen flyttades därför till den uppköpta fabriken i Gyttorp utanför Nora. Sommaren 1921 upphörde dynamittillverkningen i Vinterviken, men företaget hade fortsatt verksamhet på platsen fram till 1987, under en tid lagerlokaler och senare (1946-1987) ett detoniklaboratorium.
År 1935 flyttades huvudkontoret från Stockholm till Gyttorp. En ny fabrik vid Bastnäs togs i bruk 1954.
År 1965 bytte Nitroglycerin AB namn till Nitro Nobel AB. År 1978 köpte Kema Nord bolaget och bildade KemaNobel.

## 1986-2006
År 1986 såldes Nitro Nobel AB av Nobel Industrier till Dyno Industrier AS, och 1999 bytte Nitro Nobel AB namn till Dyno Nobel Sweden AB. 2006 köptes Dyno Nobel Sweden AB av den australiska Orica-koncernen vilka är världens största tillverkare av kommersiella sprängämnen och tändmedel och blev Orica Sweden AB (Orica Mining Services).

## Verkställande direktörer
- 1864-1867: Alfred Nobel, periodvis Carl Wennerström
- 1867-1870: Robert Nobel
- 1870-1921: ?
- 1921-1944: Sigurd Adolf Gustafsson Nauckhoff
- 1944-1965: Torsten Edlund
- 1965-1975: Ulf Langefors
- 1991-1992: Sven Rosell

## Galleri

### Stockholm (Vinterviken)

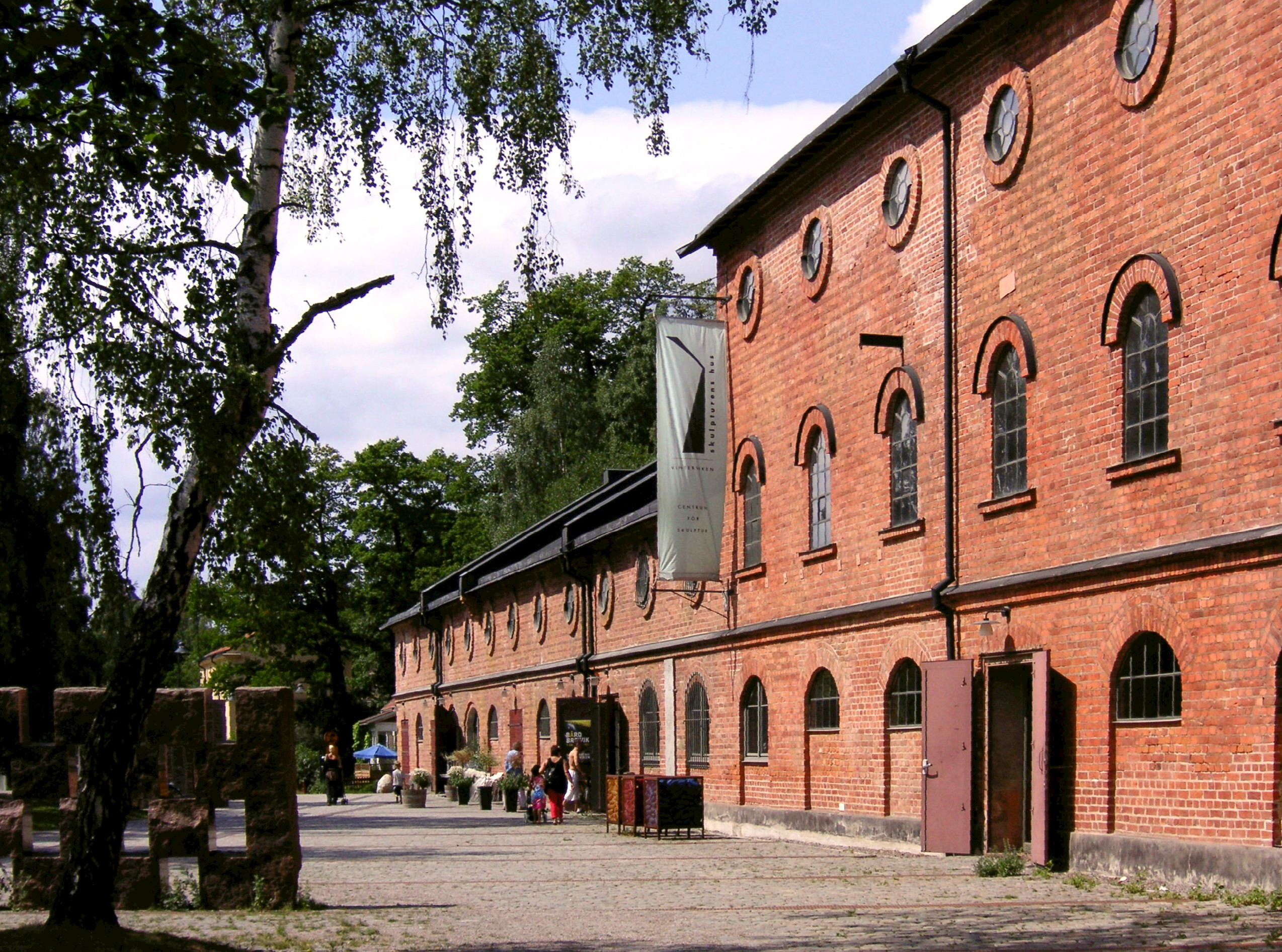
Den tidigare svavelsyrafabriken
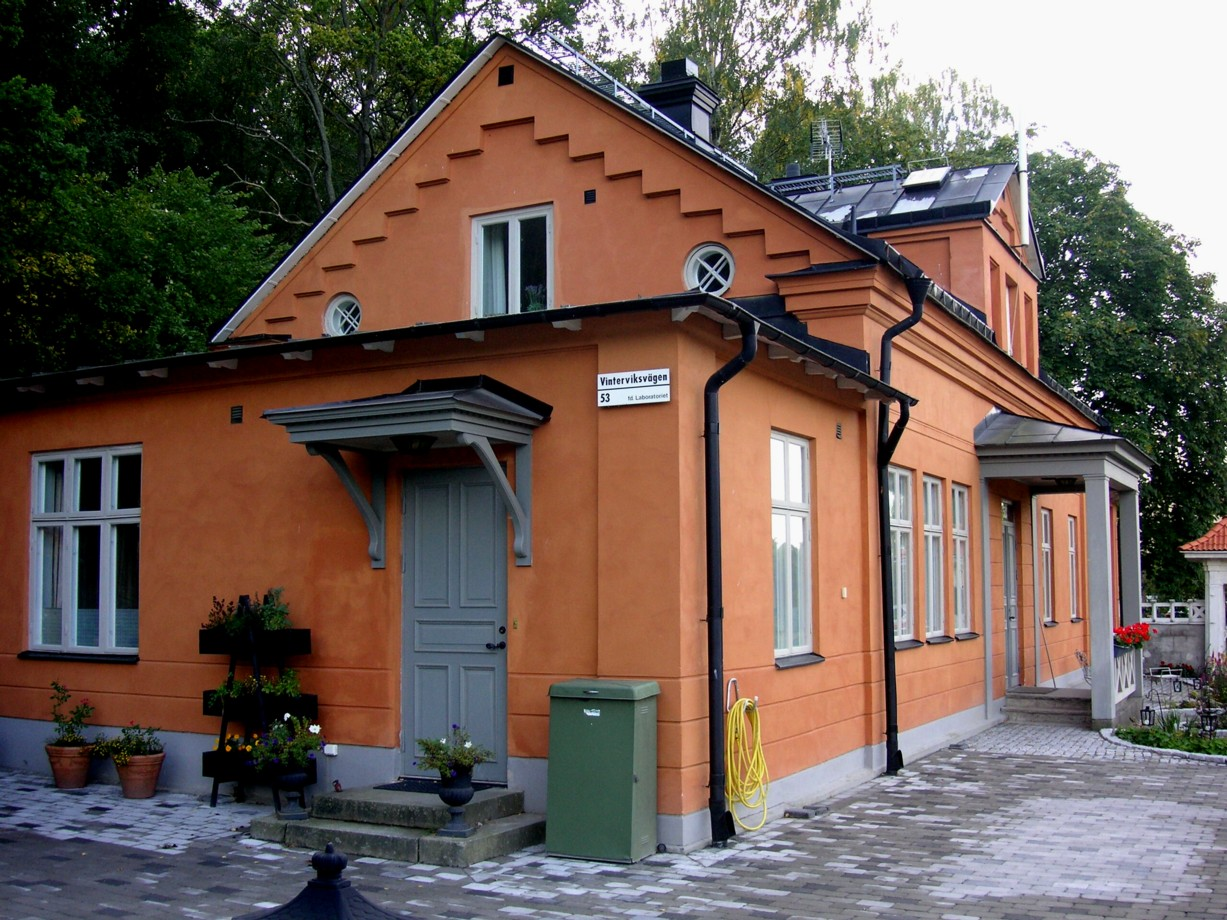
En av de byggnader som inrymde detoniklaboratoriet

## Gyttorp

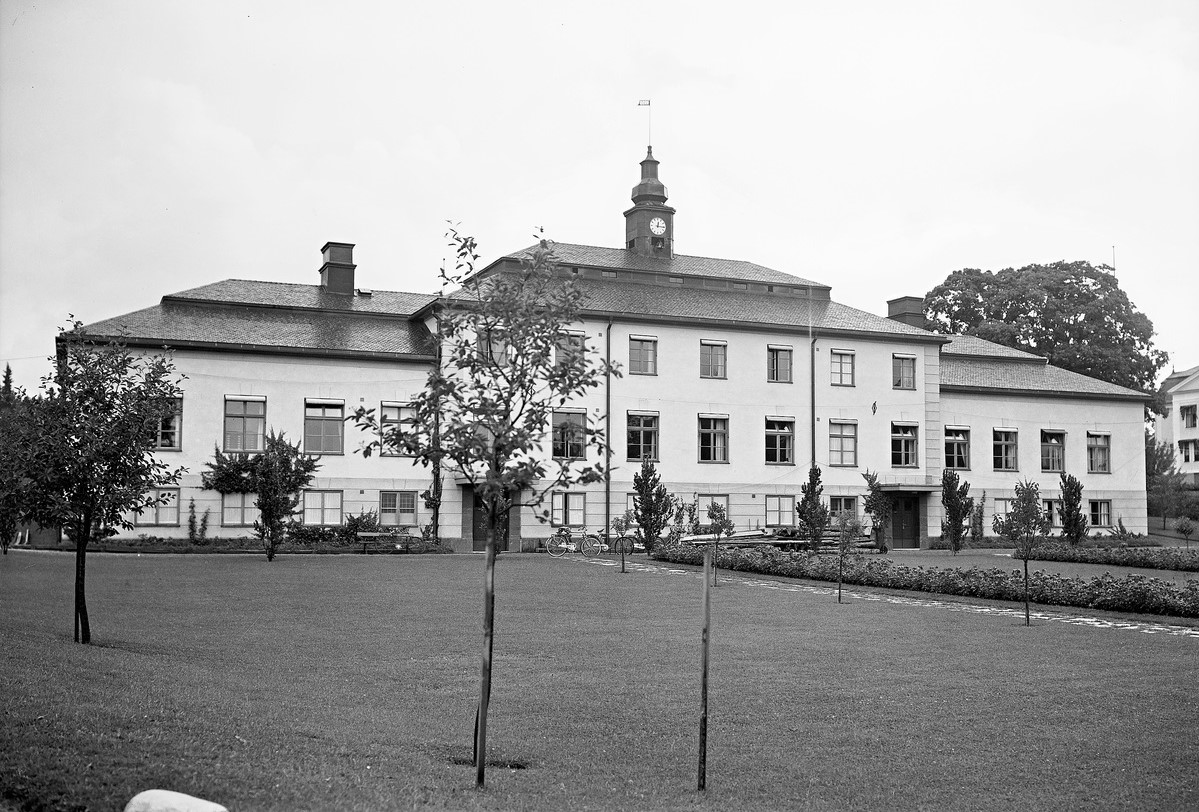
Huvudkontoret i Gyttorp, 1940
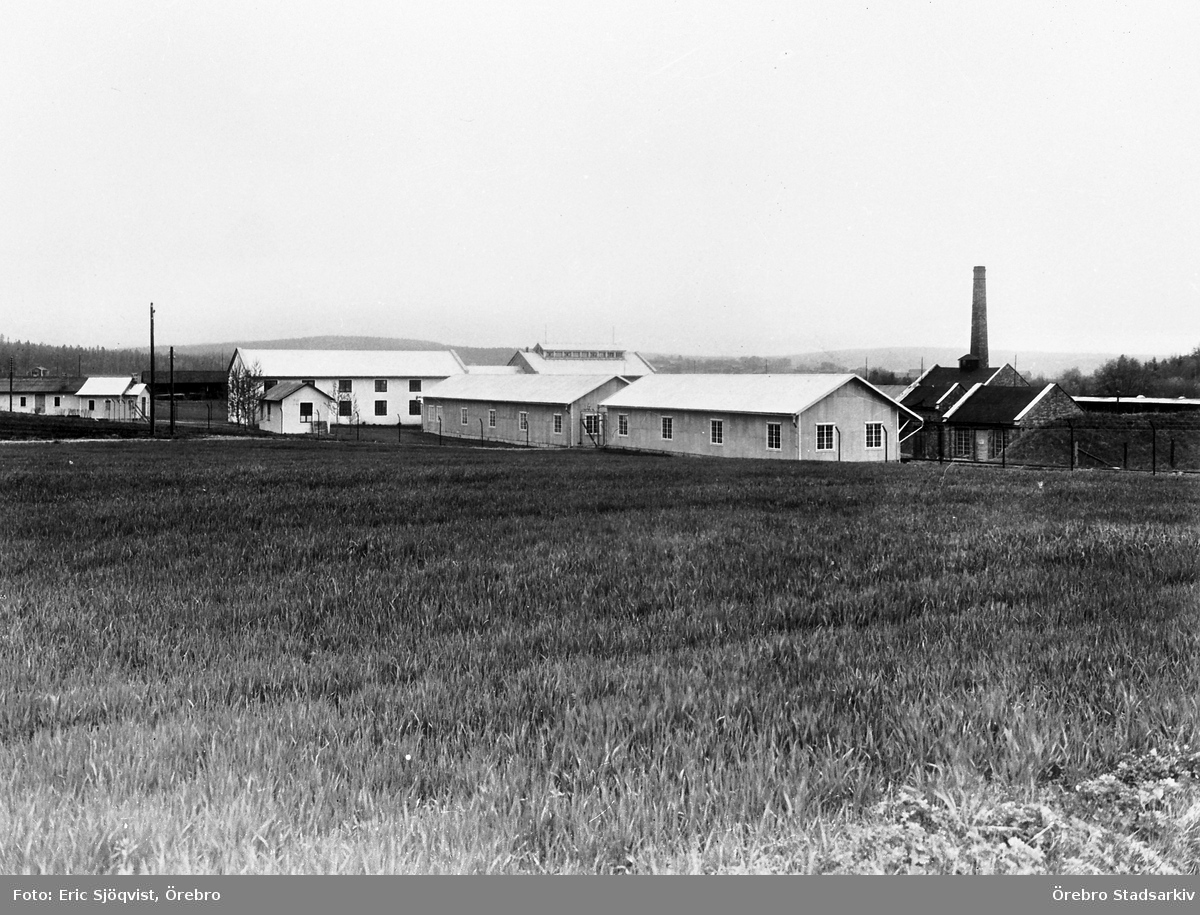
Ammunitionsfabriken, 1932